# Samohartowność
Samohartowność – zdolność niektórych materiałów do hartowania podczas powolnego chłodzenia w powietrzu. Własność wykorzystywana np. przy obróbce cieplnej walców walcarek.